# Jenny Clack
Jennifer Alice Clack, FRS, FLS (nascida Agnew; 3 de novembro de 1947 - 26 de março de 2020) foi uma paleontóloga e bióloga evolucionista inglesa. Ela se especializou na evolução inicial dos tetrápodes, estudando especificamente a transição do "peixe para o tetrápode", neste caso a origem, o desenvolvimento evolutivo e a expansão dos primeiros tetrápodes e seus parentes entre os peixes de nadadeiras lobadas. Ela é mais conhecida por seu livro Gaining Ground: the Origin and Early Evolution of Tetrapods, publicado em 2002 (segunda edição, 2012) e escrito com para o público leigo nos assuntos sobre evolução e paleontologia.
Clack foi curadora do Museu de Zoologia e Professora de Paleontologia de vertebrados na Universidade de Cambridge, onde dedicou sua carreira ao estudo do desenvolvimento inicial dos tetrápodes, os animais de "quatro patas" que dizem ter evoluído de peixes de nadadeiras lobadas no período Devoniano e colonizou os pântanos de água doce do período Carbonífero. 

## Vida e inicio de carreira
Clack nasceu em 3 de novembro de 1947, filha única de Ernest e Alice Agnew. Ela foi criada em Manchester, Inglaterra. Ela foi educada na Bolton School (Divisão de Meninas), uma escola independente em Bolton, Lancashire. Ela recebeu uma bolsa de estudo para estudar Zoologia pela Newcastle University em 1970. Em 1978, ela aceitou um convite de Alec Panchen para obter o doutorado. da mesma universidade, por incentivo de seu então novo namorado Rob Clack. Eles se casaram em 1980. Seu doutorado foi concluído em 1984. Ela também possuía um Certificado de Pós-Graduação em Estudos de Museu da Universidade de Leicester e um Master of Arts da Universidade de Cambridge. Em 9 de dezembro de 2000, ela recebeu o grau de Doutora em Ciências (ScD) em Cambridge.

## Carreira acadêmica
Em 1981, Clack ingressou no Museu Universitário de Zoologia da Universidade de Cambridge como Curadora Assistente. Ela foi promovida a Curadora Assistente Sênior em 1995. Em 2006, ela foi premiada com uma cadeira pessoal pela Universidade de Cambridge e recebeu o título de Professora de Paleontologia de Vertebrados. Ela se aposentou em 2015 e se tornou professora emérita de Paleontologia de Vertebrados no museu. Em 1997, Clack foi eleita Membra Emérita do Darwin College, Cambridge; desde 1º de outubro de 2015, ela é uma bolsista emérito. De 2000 a 2005, ela foi leitora em Paleontologia de Vertebrados na Universidade de Cambridge. Em 1 de outubro de 2006, Clack foi premiada com uma cadeira pessoal de Cambridge, levando o título de Professora de Paleontologia de Vertebrados.
Clack é mais conhecida por seu extenso trabalho sobre os primeiros tetrápodes, muitos dos quais redefiniram como os paleontólogos concebiam a evolução dos membros e outras características associadas à transição dos tetrápodes de outros peixes com nadadeiras lobadas. Ela começou sua carreira trabalhando principalmente no ouvido dos primeiros tetrápodes e depois expandiu para abordar de forma mais ampla a osteologia e a evolução dos tetrápodes. Junto com Michael Coates (Universidade de Chicago), Clack definiu o que é conhecido como "Romer's Gap", uma grande lacuna no registro fóssil dos primeiros tetrápodes e que ela subsequentemente começou a preencher em colaboração com outros paleontólogos. Clack também empreendeu extensas expedições de trabalho de campo para procurar mais vestígios dos primeiros tetrápodes. Em 1987, durante uma expedição à Groenlândia Oriental, Clack e sua equipe descobriram os restos mortais dos tetrápodes Devonianos Acanthostega e Ichthyostega, seguindo as notas de campo de pesquisadores que coletaram material de Acanthostega em 1970. Pesquisas adicionais em 1998 levaram à coleta de novo material substancial, incluindo o que agora é conhecido como Ymeria. Mais recentemente, ela liderou um grande projeto de consórcio investigando alguns excitantes novos fósseis de Northumberland e da região de Borders, na Escócia, que datam do estágio mais antigo do período Carbonífero, o Tournaisiano; este projeto produziu numerosas publicações promovendo a compreensão da evolução inicial dos tetrápodes.
Ao longo de sua longa carreira, Clack publicou em alguns dos periódicos científicos mais notáveis, incluindo Nature, Science, e Proceedings of the National Academy of Sciences esteve entre os mais publicados paleontólogos de vertebrados na Nature, com mais de 15 artigos apenas nessa revista. Além de seu livro Gaining Ground, Clack também foi co-autora de um volume da série Handbuch der Paläoherpetologie sobre os primeiros tetrápodes com Andrew Milner em 2015 e co-editou um volume sobre a evolução da audição em 2016.
Clack é provavelmente mais conhecida por descobrir que os primeiros tetrápodes tinham mais de cinco dedos por pé: os tetrápodes do Devoniano Superior da Groenlândia Oriental, Ichthyostega tinham sete, enquanto o Acanthostega tinha oito (em comparação com as patas com seis dedos do tetrápode Tulerpeton encontrado na Rússia ). Isso sugere que a presença de cinco dedos não era uma característica ancestral dos tetrápodes.

## Morte
Clack morreu em 26 de março de 2020 aos 72 anos, após uma batalha de cinco anos contra o câncer endometrial.

## Honrarias
Em 2008, Clack recebeu a Medalha Daniel Giraud Elliot da Academia Nacional de Ciências dos Estados Unidos, a primeira mulher a receber a homenagem.
Em 2009, Clack foi eleita Membra da Royal Society, a primeira paleontóloga vertebrada a receber a homenagem. Também foi eleita Membro Honorário Estrangeiro da Academia de Artes e Ciências dos Estados Unidos.
Em 15 de junho de 2013, Clack recebeu o título honorário de Doutor em Ciências (DSc) pela Universidade de Chicago. A universidade a descreveu como "uma paleontóloga internacionalmente proeminente, cuja pesquisa mudou profundamente a compreensão da origem da vida dos vertebrados terrestres." Também em 2013, ela foi premiada com a Medalha T Neville George da Sociedade Geológica de Glasgow.
Em 17 de julho de 2014, ela recebeu um título honorário de Doutora em Ciências pela Universidade de Leicester. Também em 2014, ela foi nomeada membra honorária estrangeira da Academia Real das Ciências da Suécia.
Em 2018, ela ganhou o prêmio de maior prestígio da Associação Paleontológica, a Medalha Lapworth.